# José Agustín Goytisolo Gay
José Agustín Goytisolo Gay   (Barcelona, 13 d'abril de 1928 - Barcelona, 19 de març de 1999) fou un poeta català en llengua castellana, germà gran dels escriptors Juan i Luis Goytisolo Gay.
Era oncle valencià de Joaquim Gay de Montellà i Ferrer-Vidal.

## Biografia
Segon de quatre fills (Marta, José Agustín, Juan i Luis), els seus pares eren Josep Maria Goytisolo i Taltavull i Júlia Gay i Vives, un matrimoni barceloní de classe mitjana. La mort de la seva mare el 17 de març de 1938 a conseqüència dels bombardeigs franquistes sobre Barcelona durant la Guerra Civil espanyola, el marcà profundament. Aquell atac de l'aviació italiana franquista se'l recorda com la bomba del Coliseum, per la bomba que va caure just al davant del cinema Coliseum de la ciutat.
Va iniciar els estudis de dret a la Universitat de Barcelona, finalitzant-los a la Universitat de Madrid i on va relacionar-se amb poetes com José Ángel Valente, José Manuel Caballero Bonald o Alfonso Costafreda. Amb aquests dos, i juntament amb Ángel González i Jaime Gil de Biedma, formà l'anomenada Generació del 50, que tingué un compromís moral i polític en favor de la democràcia i que promouen una preocupació pel llenguatge.
Durant la dècada del 1960 sofrí una profunda crisi literària de la qual aconseguí sortir-se'n aviat però al final de la seva vida patí nombroses depressions. Va morir el 19 de març de 1999 en caure per una finestra que volia arreglar de casa seva a Barcelona.
El 1985 fou guardonat amb la Creu de Sant Jordi, concedida per la Generalitat de Catalunya.

## Fons personal
Des del 27 de febrer de 2002 la Universitat Autònoma de Barcelona acull els fons documentals del poeta a la Biblioteca d'Humanitats. El llegat inclou manuscrits, correspondència, arxiu fotogràfic i textos impresos que van ser cedits per la dona del poeta, Asunción Carandell i per la seva filla, Julia Goytisolo Carandell.

## Obra literària
Segons Manuel Vázquez Montalbán la poesia de Goytisolo no va ser només una proposta ideològica limitada a donar una alternativa al capitalisme franquista, sinó que aspira a la construcció d'un nou humanisme.
L'any 1954 fou guardonat amb el Premi Adonais, el 1956 amb el Premi Boscán per Salvemos al viento, i el 1959 amb el Premi Ausiàs March amb Claridad. L'any 1992 fou guardonat amb el Premi de la Crítica de poesia castellana per La noche le es propicia.
La seva obra com a traductor és molt important, especialitzant-se en la traducció de poesia italiana com la de Cesare Pavese i Pier Paolo Pasolini, però destacant en la traducció dels poetes catalans com Salvador Espriu i Pere Quart.

### Obra publicada
| - 1955: El retorno - 1965: Salmos al viento - 1959: Claridad - 1961: Años decisivos - 1968: Algo sucede - 1973: Bajo tolerancia - 1976: Taller de Arquitectura - 1977: Del tiempo y del olvido - 1980: Los pasos del cazador - 1984: Final de un adiós - 1993: Elegías a Julia Gay - 1994: Como los trenes de la noche - 1995: Cuadernos de El Escorial | - 1968: Poetas catalanes contemporáneos - 1970: Poesía cubana de la Revolución - Antologia de José Lezama Lima - Antologia de Jorge Luis Borges |